# Polynemidae
Polynemidae — родина окунеподібних риб підряду Окуневидні (Percoidei).

## Опис
Мають подовгасте тіло, більш-менш стиснуте з боків. Луска велика, циклоїдна, легко опадає, заходить на голову. Рот нижній. Дрібні волосоподібні зуби на щелепах, піднебінні і лемеші, іноді вони відсутні. Спинних плавців два. У першому плавці — 8 колючих променів, у другому — 1-2 колючих і 9-13 гіллястих променів. Непарні плавці в основі покриті дрібною лускою. Грудні плавці розташовані дуже низько. Нижні промені грудних плавців вільні і служать органами дотику; іноді вони сильно подовжені і перевищують довжину тіла риби. Число вільних променів варіює від 4 до 14.

## Спосіб життя
Родина включає морських і солоноватоводних риб тропічної зони Атлантичного, Індійського і Тихого океанів. Більшість видів цієї родини надає перевагу прибережним, часто опрісненим водам. Деякі види заходять в річки, піднімаючись досить високо вгору за течією. Ці риби мають промислове значення в країнах Азії та Африки. Найбільша кількість видів мешкає в Індійському і в західній частині Тихого океану.

## Роди
Родина включає 33 види у восьми родах:
Eleutheronema

Filimanus

Galeoides

Leptomelanosoma

Parapolynemus

Pentanemus

Polydactylus

Polynemus